# 張太日
張 太日（チャン・テイル、朝鮮語: 장태일、英語: Tae-Il Chang、1965年4月10日 - ）は、大韓民国（韓国）の元プロボクサー。全羅南道潭陽郡出身。元IBF世界スーパーフライ級王者。

## 来歴
1981年10月18日、張はプロデビューを果たし、引き分けに終わった。
1981年11月8日、安博文と対戦し4回判定勝ちを収めた。
1983年12月4日、追元春と対戦し、6回判定勝ちを収めた。
1984年4月6日、哦常京と対戦し、8回判定勝ちを収めた。
1984年7月13日、元日本ライトフライ級王者伊波政春と対戦し9回2分2秒KO勝ちを収めた。
1984年9月9日、韓国スーパーフライ級王者雲好均と対戦し、9回KO勝ちを収め王座獲得に成功した。
1984年11月3日、秤升炫と対戦し、10回判定負けを喫し韓国王座の初防衛に失敗し、王座から陥落した。
1985年6月1日、エデル・ゲロニモとOPBF東洋太平洋スーパーフライ級王座決定戦を行い、12回判定勝ちを収め王座獲得に成功した。
1986年4月12日、後のOPBF東洋太平洋バンタム級王者呉張均と対戦し、3回KO勝ちを収めた。
1986年8月3日、ノンベルド・ナパタヤと対戦し、3回KO勝ちを収めた。
1986年10月17日、ルーベン・デ・ラ・クルスと対戦し、7回3分8秒KO勝ちを収めた。
1987年5月17日、韓国の釜山市でIBF世界スーパーフライ級王座決定戦を元IBF世界フライ級初代王者の権順天と行い、15回2-1（145-142、144-142、143-144）の判定勝ちを収め、王座獲得に成功した。
1987年10月17日、ジャカルタのゲロラ・ブン・カルノ・スタジアムでエリー・ピカルと対戦し、15回1-2（138-145、137-147、143-142）の判定負けを喫し初防衛に失敗し、王座から陥落した。
1988年1月24日、OPBF東洋太平洋スーパーフライ級王者鄭炳寛と対戦し、12回判定勝ちを収め3年ぶりの王座返り咲きに成功した。
1988年3月26日、ヨッシー・アムニフと対戦し、12回判定勝ちを収め初防衛に成功した。
1988年5月22日、倉橋和人と対戦し、6回TKO勝ちを収め2度目の防衛に成功した。
1988年7月24日、李承群と対戦し、7回TKO勝ちを収め3度目の防衛に成功した。
1989年1月15日、 WBA世界スーパーフライ級王者カオサイ・ギャラクシーと対戦し、2回2分KO負けを喫し王座獲得に失敗した。この試合を最後に現役を引退した。

## 獲得タイトル

### 地域タイトル
- 韓国スーパーフライ級王者（防衛0）
- 第5代OPBF東洋太平洋スーパーフライ級王座（防衛0=返上）
- 第9代OPBF東洋太平洋スーパーフライ級王座（防衛3=返上）

### 世界タイトル
- IBF世界スーパーフライ級王座（防衛0）